# 어준선
어준선(魚浚善, 1937년 5월 5일~2022년 8월 4일)은 대한민국의 기업인, 정치인이다. 안국약품 회장, 제15대 국회의원을 지냈다. 본관은 함종이며, 호(號) 해담(海談)이고 충청북도 보은군 출생이다.

## 경력
- 한국JC강령초안
- 대한약품공업협동조합 이사장
- 안국약품(주) 대표이사 회장
- 제15대 국회 재정경제위원, 보건복지위원
- 제2기 노사정위원회 위원
- 자민련 충북도당 위원장
- 경제청문회특별위원회 간사위원(IMF)
- 국회예산결산특별위원회위원, 기업구조조정 및 실업대책위 간사위원
- 한국제약협회 자문위원

## 학력
- 탄부초등학교
- 보은중학교
- 대전고등학교
- 중앙대학교 경제학과

### 비학위 수료
- 서울대학교 경영대학원 최고경영자과정 14기 수료

## 역대 선거 결과
|  | 37.99% |

|  | 32.21% |

|  | 35.27% |

|  | 18.14% |